# Еккерд-коледж
Еккерд-коледж (Eckerd College) — приватний пресвітеріанський коледж вільних мистецтв у Сент-Пітерсбурзі, Флорида. Коледж акредитований Південною асоціацією коледжів та шкіл.
Еккерд був заснований як Флоридський пресвітеріанський коледж у 1958 році як частина національного зростання в після-середній освіті. Об'єднана Пресвітеріанська Церква в США та Пресвітеріанська Церква в США (Південна) працювали разом, щоб розпочати колегіум, отримавши статут від парламенту Флориди у 1958 році та відкривши в 1960 році.
Коледж Еккерда присуджує ступінь бакалавра мистецтв та ступенів бакалавра наук. Пропонується близько 39 спеціальностей, серед яких морська наука, хімія, екологічні дослідження, міжнародний бізнес, креативна література. Студенти також можуть розробляти свої власні спеціальності.
Коледж Екерда має приміський кампус на 76 гектарах на Френчманс-крік та затоці Бока-Сієга, приблизно у 5 км від пляжів Мексиканської затоки. Кампус розташовано поблизу житлових та комерційних мікрорайонів Сент-Пітерсбурга.